# Ye Shengtao

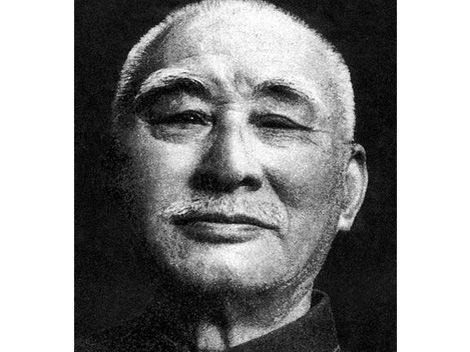
Ye Shengtao

Ye Shengtao (chinesisch 葉聖陶 / 叶圣陶, Pinyin Yè Shèngtáo; * 28. Oktober 1894 in Suzhou, Chinesisches Kaiserreich; † 16. Februar 1988 in Peking, Volksrepublik China) war ein chinesischer Schriftsteller.

## Leben
Da Ye Shengtao die Prüfung zum Staatsbeamten nicht bestanden hatte, wurde er 1911 zunächst Lehrer und ab 1923 arbeitete er als Redakteur für die Commercial Press und in einem Shanghaier Buchverlag. Ab 1919 war Ye Mitglied einer literarischen Gesellschaft und ab 1921 war er einer der Gründer der „Literarischen Studiengesellschaft“. Nach Gründung der Volksrepublik China erlangte er hohe kulturpolitische Funktionen und wurde 1954 stellvertretender Erziehungsminister.
Seine literarische Tätigkeit übte er hauptsächlich in den 1920er und 1930er Jahren aus. Nach der Vierten-Mai-Bewegung wurde Ye relativ bekannt. Sein Werk besteht zu großen Teilen aus sechs Bänden Erzählungen, daneben verfasste Ye jedoch auch einen Roman, Erzählungen für Kinder und Essays.

## Werk
Themen seiner literarischen Arbeit entstammten der „Literarischen Studiengesellschaft“, die er in seinen Erzählungen erscheinen ließ. Diese Erzählungen handeln von Problemen des Individuums in China, das von radikalen sozialen Veränderungen betroffen war und an Einsamkeit und Entfremdung litt. Gleichfalls erzählte er auch von anderen gesellschaftlichen Problemen wie der Unterdrückung der Frau und Problemen in der Erziehung in Bezug auf Studenten, Schüler und Lehrer.
Ye Shegtaos Erzählungen dokumentieren die politischen und sozialen Zustände und Umwälzungen der chinesischen Republik. Er stellt eine der herausragendsten Persönlichkeiten der neuen chinesischen Literatur sowie der „Literarischen Studiengesellschaft“ und der „Liga linksgerichteter Schriftsteller“ dar. Seine Erzähltechniken wurden mit denen Tschechows verglichen, und er schuf durch seine Erfahrungen als Lehrer besonders lebensnahe Porträts dieses Milieus.

## Werke
- «雪朝» Xuězhāo(Gedichte), 1922
- «稻草人» Dàocǎorén  (Roman), 1923
- «線下» Xiànxià (Kurzgeschichten)  1925
- «倪煥之» Ní Huànzhī (Novel)  1929
- «古代英雄的石像» Gǔdài Yīngxióng de Shíxiàng. (Märchen), 1931
- «文心» Wénxīn (Essay),  1934 (mit Xia Mianzun 夏丏尊)
- «未厭居習作» Wèiyànjū Xízuò (Prosa), 1935
- «聖陶短篇小說集» Shèngtáo Duǎnpiān Xiǎoshuōjí (Kurzgeschichten), 1936
- «葉紹鈞選集» Yè Shàojūn Xuǎnjí (Sammlung), 1936
- «略讀指導舉隅» Luèdú Zhǐdǎo Jǔyù (Prosa) 1946, (mit Zhu Ziqing 朱自清)
- «兒童文學研究» Értóng Wénxué Yánjiū (Prosa), 1947
- «精讀指導舉隅» Jīngdú Zhǐdǎo Jǔyù, 1948
- «寫作雜談» Xiězuò Zátán, 1951
- «葉聖陶童話選» Yè Shèngtáo Tónghuàxuǎn (Märchen), 1956
- «葉聖陶出版文集» Yè Shèngtáo Chūbǎn Wénjí (Sammlung), 1958
- «抗爭» Kàngzhēng (Kurzgeschichten), 1959
- «夜» Yè, 1959
- «平常的故事» Píngcháng de Gùshì, 1959
- «微波» Wēibō, 1959
- «篋存集 》» Qiècúnjí(Gedichte), 1960
- «潘先生在難中» Pān Xiānshēng Zài Nànzhōng (Kurzgeschichten), 1964
- «葉聖陶散文» Yè Shèngtáo Sǎnwén (Prosa), 1983
- «我與四川» Wǒ yǔ Sìchuān (Prosa und Gedichte), 1984
- «文章講話» Wénzhāng Jiǎnghuà (mit Xia Mianzun 夏丏尊), 1997
- «文話七十二講» Wénhuà Qīshí'èr Jiǎng, 1999, (mit Xia Mianzun 夏丏尊)